# راسيل توماس
راسيل توماس (بالإنجليزية: William Stanley Russell Thomas)‏ هو سياسي بريطاني وبريطاني (وحمل سابقاً جنسية المملكة المتحدة لبريطانيا العظمى وأيرلندا)، ولد في 1896، وتوفي في 21 مارس 1957. حزبياً، نشط في الحزب الليبرالي. في الانتخابات الفرعية في مجلس العموم البريطاني ‏، انتخب عضو برلمان المملكة المتحدة الـ37 عن دائرة Southampton (UK Parliament constituency) ‏ (27 نوفمبر 1940 – 15 يونيو 1945).